# 중화민국의 자동차 전용도로
중화민국의 자동차 전용도로는 중화민국에서 고속공로(중국어 정체자: 高速公路, 병음: Gāosùgōnglù 가오쑤궁루[*])와 쾌속공로(중국어 정체자: 快速公路, 병음: Kuàisùgōnglù 콰이쑤궁루[*])로 나뉜다. 대한민국의 자동차 전용도로에 해당하는 체계는 중화민국 《공로법》에서는 쾌속공로로 칭하고 있으며 고속공로와 일반도로 사이에 있는 자동차 전용도로 등급이다. 약칭 "쾌속도(중국어 정체자: 快速道, 병음: Kuàisùdǎo 콰이쑤다오[*])"라고도 부르며, 이 문서에서는 쾌속공로에 대하여 기술한다.

## 정의
쾌속공로의 정의는 《고속공로급쾌속공로교통관제규칙》에 의한 도로이며, 영문 표기는 "Expressway(약칭 EXPWY)"이다.

## 관리기관
도로 등급에 따라 중앙기관과 지방자치단체에서 관리를 한다.
- 국도쾌속공로 : 국도고속공로국
- 성도쾌속공로 : 교통부 공로총국
- 일반쾌속공로 : 직할시, 시, 현 정부

## 도로의 구조와 통행 규정
고속공로보다 낮은 등급으로 설계되어 있으며, 일부 구간은 갓길이 없거나 갓길의 폭이 좁다. 일부 농촌 지역을 지나는 구간의 경우, 입체 교차로가 아닌 평면교차로가 설치가 되어 있는 것이 특징이다.
통행 규정은 사륜의 자동차 외에도 2007년 11월 1일부터 당시 개정된 도로교통관리처벌조례 제92조의 시행에 의해 통행이 금지되어 오던 550cc 이상의 대형이륜차(빨강 바탕과 하양 글자의 번호판을 부착)가, 2012년 7월 1일부터 250cc를 초과하는 대형이륜차(노랑 바탕과 검은색 글자의 번호판을 부착)의 통행이 가능하여, 쾌속공로에서 대형이륜차(중화민국 법규 표기 大型重型機車)의 노권(路權)은 보통자동차와 동일하다.

## 목록
국도 노선은 쾌속공로 노선만 수록되어 있으며, 고속공로로 지정된 도로는 타이완의 일반 국도를 참고하시오.

### 국도쾌속공로(國道快速公路)
국도쾌속공로는 타이완의 국도 노선에서 고속공로 노선이 아닌 노선을 말한다.
- 국도 제3호 갑선 : "타이베이 연락선"이라고도 부르며, 전 구간이 쾌속공로이다.

### 성도쾌속공로(省道快速公路)
| 노선번호    | 기점 및 종점              | 방향 | 연장 -(km) | 현황        |
| ----------- | ------------------------- | ---- | ---------- | ----------- |
| 61호선      | 바리－2-7호선 (타이난 시) | 남북 | 305.7      | 일부 개통   |
| 61호 갑선   | 바리                      | 남북 | 2.0        | 전구간 개통 |
| 61호 을선   | 장빈－허메이              | 남북 | 6.513      | 전구간 개통 |
| 61호선      | 완리－뤠이빈（루이팡 구） | 동서 | 18.8       | 전구간 개통 |
| 62호 갑선   | 지룽－루이팡              | 남북 | 5.6        | 일부 개통   |
| 63호선      | 타이중 난 구－차오툰      | 남북 | 18.9       | 전구간 개통 |
| 63호 갑선   | 차오툰                    | 남북 | 2.5        | 전구간 개통 |
| 64호선      | 바리－신뎬                | 동서 | 28.7       | 전구간 개통 |
| 65호선      | 우구－투청                | 남북 | 12.4       | 전구간 개통 |
| 66호선      | 관인－다시                | 동서 | 27.2       | 전구간 개통 |
| 68호선      | 신주－주둥                | 동서 | 23.5       | 전구간 개통 |
| 68호선 갑선 | 주둥                      | 동서 | 1.188      | 전구간 개통 |
| 72호선      | 허우룽－웬수이（스탄 향） | 동서 | 31.0       | 전구간 개통 |
| 74호선      | 콰이관－우펑              | 동서 | 39.2       | 일부 개통   |
| 74호 갑선   | 콰이관－화탄              | 동서 | 10.5       | 일부 개통   |
| 76호선      | 한바오（푸싱 향）－차오툰 | 동서 | 32.6       | 일부 개통   |
| 78호선      | 타이시－구컹              | 동서 | 43.5       | 전구간 개통 |
| 82호선      | 둥스－수이상              | 동서 | 34.7       | 전구간 개통 |
| 84호선      | 베이먼－위징              | 동서 | 41.8       | 일부 개통   |
| 86호선      | 타이난－관먀오            | 동서 | 20.0       | 일부 개통   |
| 88호선      | 펑산－차오저우            | 동서 | 22.5       | 전구간 개통 |

### 일반쾌속도로(一般快速道路)
도시부의 자동차 전용도로나 도시고속화도로 등을 말한다.

#### 타이베이
- 동쪽으로 순환
  - 신이 쾌속도로
- 서쪽으로 순환
  - 저우메이 쾌속도로
- 동서방향
  - 시민대도의 고가도로
- 남북방향
  - 신셩고가

#### 신베이
- 신베이환하 쾌속도로

#### 가오슝
- 가오슝 도회구 쾌속도로